# キキンダ
キキンダ（セルビア語: Kikinda/Кикинда）はセルビア北部の町およびヴォイヴォディナ自治州の基礎自治体で北バナト郡の行政的な中心都市である。市街地の人口は37,676人、基礎自治体全体で59,329人である。

## 都市名
セルビア語ではキキンダ（Kikinda/Кикинда）の名称で知られているが、ハンガリー語ではナジキキンダ（Nagykikinda）ドイツ語ではグロースキキンダ（Gross Kikinda, Großkikinda）、ルーマニア語ではキキンダ・マレ（Chichinda Mare）、スロバキア語ではキキンダ（Kikinda）、ルシン語ではキキンダ（Кикинда）、クロアチア語ではキキンダ（Kikinda）と歴史的な過程からそれぞれの言語で表記されたり呼称されている。1947年までセルビア人にはヴェリカ・キキンダ(Велика Кикинда)の名称で知られていた。キキンダに関連する名称が最初に記録されたのは15世紀でコケニド（Kokenyd）で、エツェヒド(Ecehida)の名を意味するもと思われる小さな集落で最初はハンガリー人が所有したが後にセルビア人の地元支配者に移った。1718年にグロスキキンダの名が地図に表れたが荒れ地で人が住む場所ではなかった。キキンダの名称の由来はハンガリー語でスピノサスモモを意味するkökényや古いスラヴ語で頭を意味すkikなどが上げられている。

## 紋章
町の公式紋章はオーストリア支配時の18世紀に遡る。紋章は当時のヴェリカ・キキンダ郡に授けられたもの で、マリア・テレジアが1774年11月12日に公布したものである。紋章は手で持ったサーベルでオスマン帝国の頭を突き刺している様子を表したものである。これは軍政国境地帯時代にセルビア人がトルコに対して抵抗したことや、キキンダの住民がオーストリアとオスマン帝国との戦争に協力したことを象徴するものである。2007年にキキンダ市長が紋章を変える提案を行ったが歴史的な意義から異論が噴出し変わることはなかった。

## 歴史
中世より現代のキキンダ周辺には2つの重要な集落が立地しておりそれぞれガラド(Galad)、ホロシュ(Hološ)と呼ばれていた。ガラドはバナト北部ではもっとも古いスラヴ人の集落の一つで9世紀、スラヴ人のグラド公 (en) が設立されたとされている。1337年のガラドの記録によれば住民のほとんどはセルビア人であった。集落はオーストリアとオスマンの17世紀の終盤と18世紀に始まった戦争により破壊されている。他方のホルシュは17世紀にオスマンの地域行政の中心地となるが その後破壊されている。
現在の町は18世紀に設立され1774年から1874年にかけてのハプスブルク時代はキキンダはヴェリカ・キキンダ郡の行政的中心都市であった。1893年にキキンダは町の地位を得る。その後、ヴォイヴォディナは1918年にセルビア王国の領域となる。1990年代までキキンダはセルビアやユーゴスラビア社会主義連邦共和国で強い経済と産業の中心地であったが、現在は経済発展の過渡期である。

## みどころ
キキンダのスヴァチャ(Suvača)にはヨーロッパにはハンガリーとキキンダの2箇所しか残っていない馬の力で動かす製粉機が残っている。現在残っているものは1899年から1945年まで動いていたものである。
町の中央広場に位置するセルビア正教会の教会は1769年に建てられたもので、1773年以来のイコノスタシスや西ヨーロッパの影響を受けた壁画などが残されている。キキンダのカトリック教会は1808年に着工され1811年に完成した。キキンダの主だったイベントにカボチャ祭り (Дани лудаје/Dani ludaje) があり毎年10月半ばに催されている。このイベントはカボチャの大きさを競うもので、毎年各地から多くの人を集めている。1996年に町の郊外で保存状態の良い約50万年前のマンモスの一部が発見された。マンモスはキカ"Kika"と呼ばれ町のシンボルの一つとなった。現在はキキンダの国立博物館で展示されている。

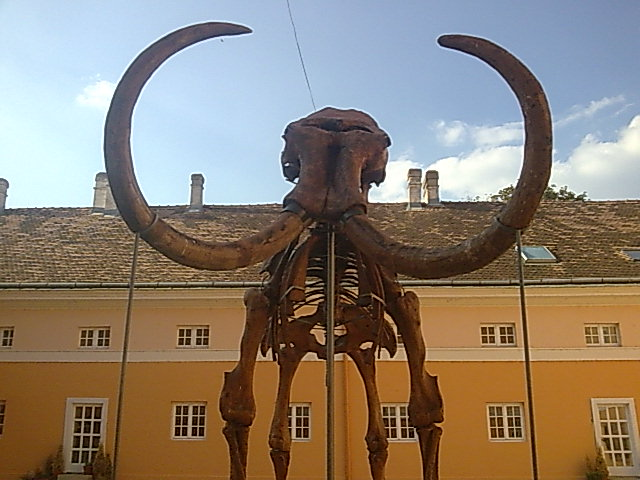
発見されたマンモスの骨

## 経済
キキンダは建築用クレイの生産地であり、ヨーロッパ最古の粘土生産会社であるIGM・DDトザ・マルコヴィッチ（IGM DD Toza Marković）の本社が置かれている。
キキンダ鉄工所は研磨機を製造しており、セルビア内外で需要を持っている。25 majでは農業機器や設備を製造しており、エレクトロン（Electron）の製品もセルビア国内外で売られている。
キキンダでは原油を産出しており、セルビアの貴重な国内産出油田の一つである。

## 姉妹都市
- ナルヴィク, ノルウェー
- アッパー・ナザレ（英語版）, イスラエル
- ビハチ, ボスニア・ヘルツェゴビナ
- プリイェドル
- レシツァ, ルーマニア
- ジンボリア（英語版）
- メドジディア
- キシュクンフェーレジハーザ（英語版）, ハンガリー
- コンドロシュ（英語版）
- ナジボドシュ（英語版）
- ソルノク
- ジリナ, スロバキア
- シリストラ, ブルガリア